# Wilhelmina van Pruisen (1751-1820)

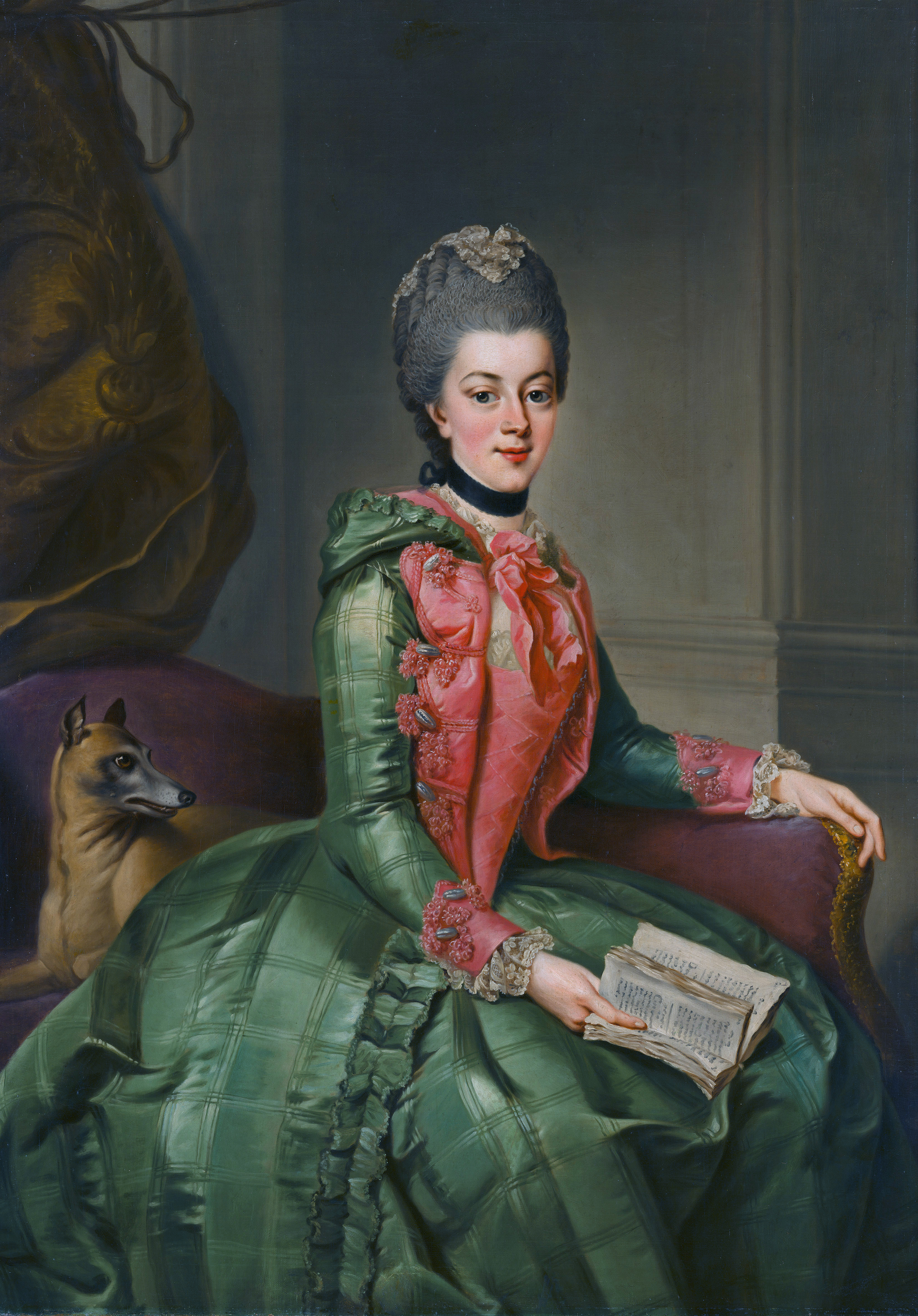
Prinses Wilhelmina door Johann Georg Ziesenis in 1779

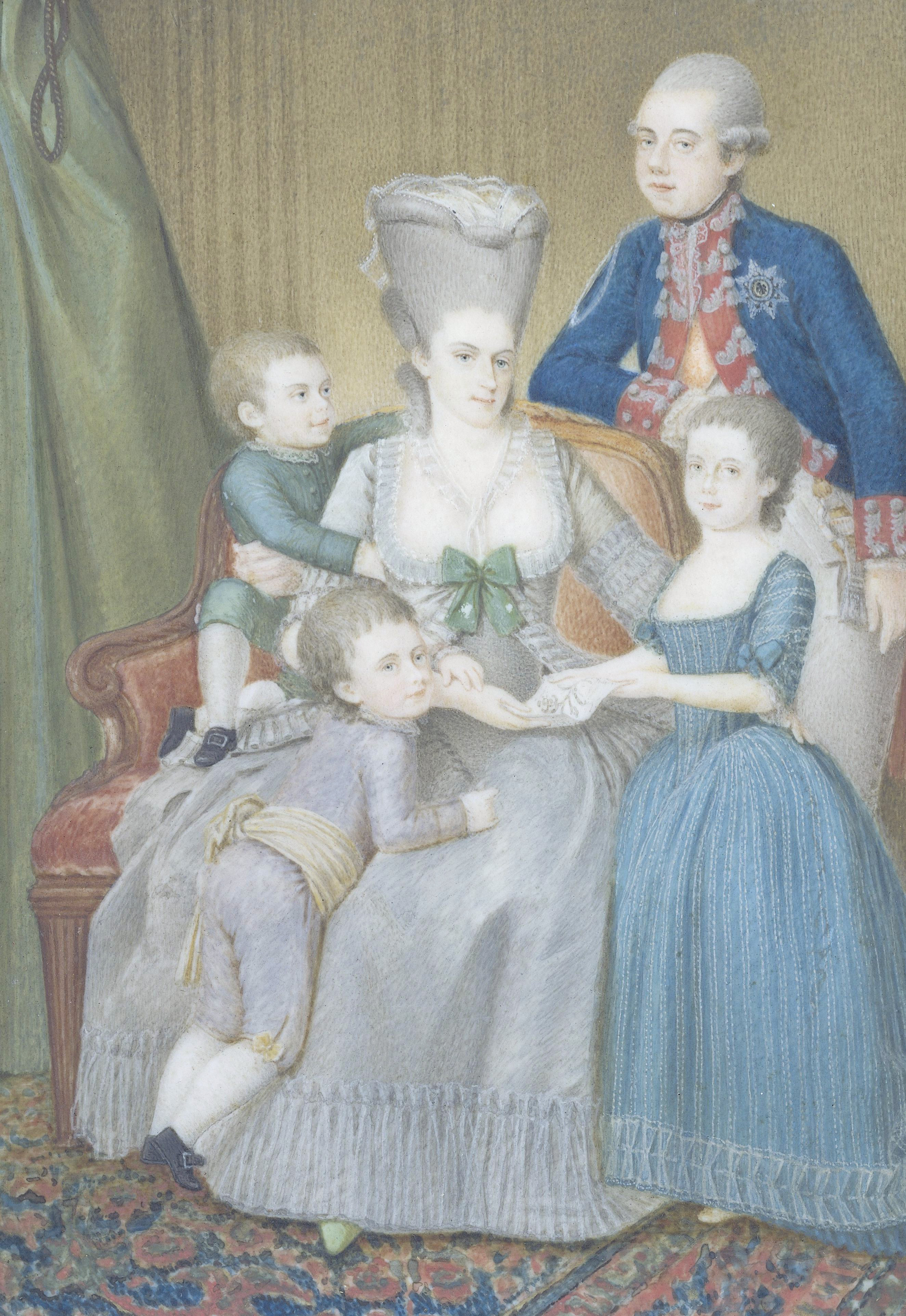
Wilhelmina met echtgenoot en kinderen

Frederica Sophia Wilhelmina  (Berlijn, 7 augustus 1751 — Paleis Het Loo, 9 juni 1820), prinses van Pruisen, werd getrouwd met erfstadhouder prins Willem V van Oranje-Nassau en stond bekend om haar doortastende houding.

## Biografie
Prinses Wilhelmina was een dochter van prins August Willem van Pruisen en hertogin Louise Amalia van Brunswijk-Wolfenbüttel. Al op zeer jonge leeftijd is zij om dynastieke redenen bij haar ouders weggehaald. Ze groeide op bij haar grootmoeder, Sophia Dorothea van Hannover, sinds 1740 de koningin-moeder. Ze werd verder opgevoed door haar tante, Elisabeth Christine van Brunswijk-Bevern, de echtgenote van Frederik de Grote, die gescheiden van haar man leefde. Op 4 oktober 1767 trouwde de toen 16-jarige prinses in Berlijn met de 19-jarige prins Willem V.
Prinses Wilhelmina overtrof haar man in doortastendheid. Haar invloed op het beleid was dan ook niet gering. In mei 1781 liet de prinses vragen of de secretaris van Amsterdam, Carel Wouter Visscher, een manier wist om de hertog van Brunswijk weg te krijgen. De stadhouder werd kwaad toen twee Amsterdamse burgemeesters De Vrij Temminck, Joachim Rendorp en de stadssecretaris de stadhouder op 8 juni adviseerden niet langer naar zijn geheime raadgever te luisteren. Het voorstel behelsde ook de instelling van een adviesraad, maar de prins weigerde resoluut. Toen de hertog van Brunswijk, een broer van haar moeder, in mei 1782 was afgereisd naar 's-Hertogenbosch nam haar invloed mogelijk toe. Vanaf 1759 was de hertog "besturend voogd" over de toen nog minderjarige Willem V. De prins noemde hem zijn tweede vader.
De prins raakte steeds meer in moeilijkheden vanwege het stadhouderlijk stelsel, dat was gebaseerd op persoonlijke loyaliteit en vriendjespolitiek. Frederik de Grote bood aan door middel van zijn gezant Friedrich Wilhelm von Thulemeier te bemiddelen. Van diverse kanten werd vervolgens gesuggereerd dat de koppige Willem V privileges zou moeten afstaan en dat de prinses meer invloed zou krijgen, o.a. door Pieter Paulus en Laurens Pieter van de Spiegel, die haar hadden gevraagd met de patriotten in overleg treden. (Joan Cornelis van der Hoop was haar adviseur en correspondeerde ook jaren later nog met haar). De prins volhardde in zijn starheid en bleek wars van iedere concessie. In september 1785 werd Willem V gedwongen Den Haag te verlaten, toen daar rellen waren ontstaan. De stadhouder was ten einde raad en dreigde al zijn functies op te geven. Blijkbaar wist zij hem te overreden niet op te geven. Wilhelmina reisde met haar kinderen per boot naar Friesland om op tijd aanwezig te zijn bij de viering van het 200-jarig bestaan van de Universiteit van Franeker, maar ook om steun te zoeken bij de Friese adel en gedeputeerden, die inmiddels ook konden constateren dat de zaak uit de hand dreigde te lopen. De stadhouder kwam twee weken later in Friesland aan.
Na een bezoek aan Groningen betrok de stadhouderlijke familie Paleis Het Loo bij Apeldoorn, maar ze verhuisde november 1786 naar Nijmegen. Onmiddellijk versterkte zij het contact met haar broer, Frederik Willem, die in augustus van dat jaar op de troon was gekomen. Haar echtgenoot was door alle verwikkelingen niet meer in staat correspondentie weg te werken. Ondanks dat bleef de prinses trouw achter haar man staan.

### De aanhouding bij Goejanverwellesluis
Op een bijeenkomst in Amersfoort op vrijdag 22 juni 1787 had zij voorgesteld dat haar aanwezigheid in Den Haag de minderheid in de Staten van Holland ertoe kon brengen hun moed bijeen te rapen de prins een opdracht te verstrekken tot herstel van de orde in de provincie. De stadhouder wilde er in eerste instantie niets van weten, maar na consultatie en actie van de Oranjegezinde Gijsbert Karel van Hogendorp, stemde hij toe. Op 28 juni 1787 vertrok de prinses om 5.30 uur van Nijmegen naar Den Haag, misschien als provocatie, maar naar haar eigen zeggen om aan de heersende onenigheid een einde te maken. De prinses werd 's middags om half vier bij Bonrepas aan de Vlist door enkele leden van het Goudse vrijcorps aangehouden, een gebeurtenis die bekendstaat als "de aanhouding bij de Goejanverwellesluis". De voorman van de Goudse patriotten Cornelis Johan de Lange was op de hoogte gebracht via de vriend van het kamermeisje van de prinses die schriftelijk haar verloofde haar komst had aangekondigd. Bovendien waren er paarden besteld in Tiel, Nieuwpoort en Haastrecht.  Op Paleis Huis ten Bosch in Den Haag waren levensmiddelen besteld; het was duidelijk dat er hoog bezoek op komst was.
De inzittenden van twee koetsen en een sjees werden opgebracht naar Hekendorp, waar zich het hoofdkwartier bevond. De rest van de dag bracht de prinses door op de boerderij van Arie Leeuwenhoek, aanvankelijk zittend op een stapel kazen; buiten stonden wachten, binnen iemand met een ontblote sabel. De Lange vroeg ondertussen toestemming aan de Staten van Holland of de prinses wel verder mocht reizen. Toen de Staten van Holland weigerden, omdat ze de rust in gevaar zou kunnen brengen, kreeg ze de gelegenheid terug te keren naar Schoonhoven. Toen er twee dagen later alsnog geen toestemming was, besloot ze onverrichter zake terug te keren naar Nijmegen. Zij spoorde vervolgens haar broer Frederik Willem II van Pruisen aan tot militair ingrijpen. Een verzoek aan de Staten om excuses aan te bieden leidde tot een tweetal ultimatums; het eerste op 6 augustus en het tweede ingaande op 10 september. Toen het gewest Holland niet reageerde volgde drie dagen later de Pruisische bezetting (Engeland steunde de bezetting en Frankrijk bleek financieel niet bij machte de zaak te keren). Op zondag 23 september waren beide terug in Den Haag en was de Oranjerestauratie een feit. Aan het einde van het jaar eiste de prinses de vervanging van een groot aantal regenten. Enkele Pruisische generaals helden veel meer naar de kant van de Patriotten en spraken met minachting over de prins. Zijn macht en invloed zouden aan de prinses moeten worden overgedragen.

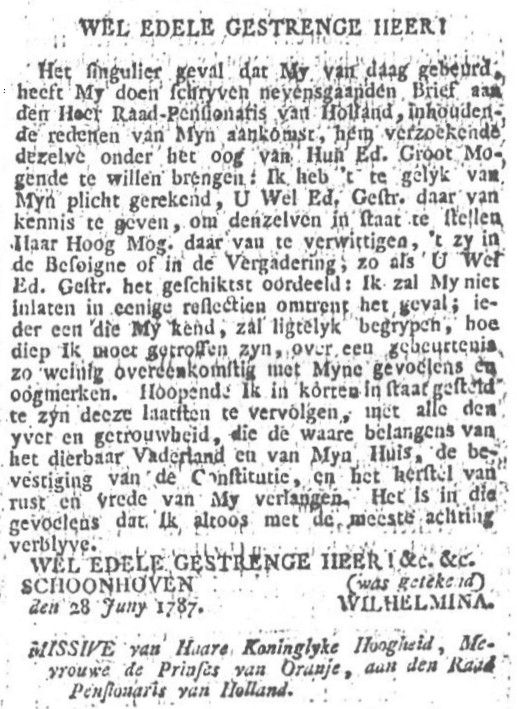
Persbericht in de Leeuwarder Courant van 7 juli 1787
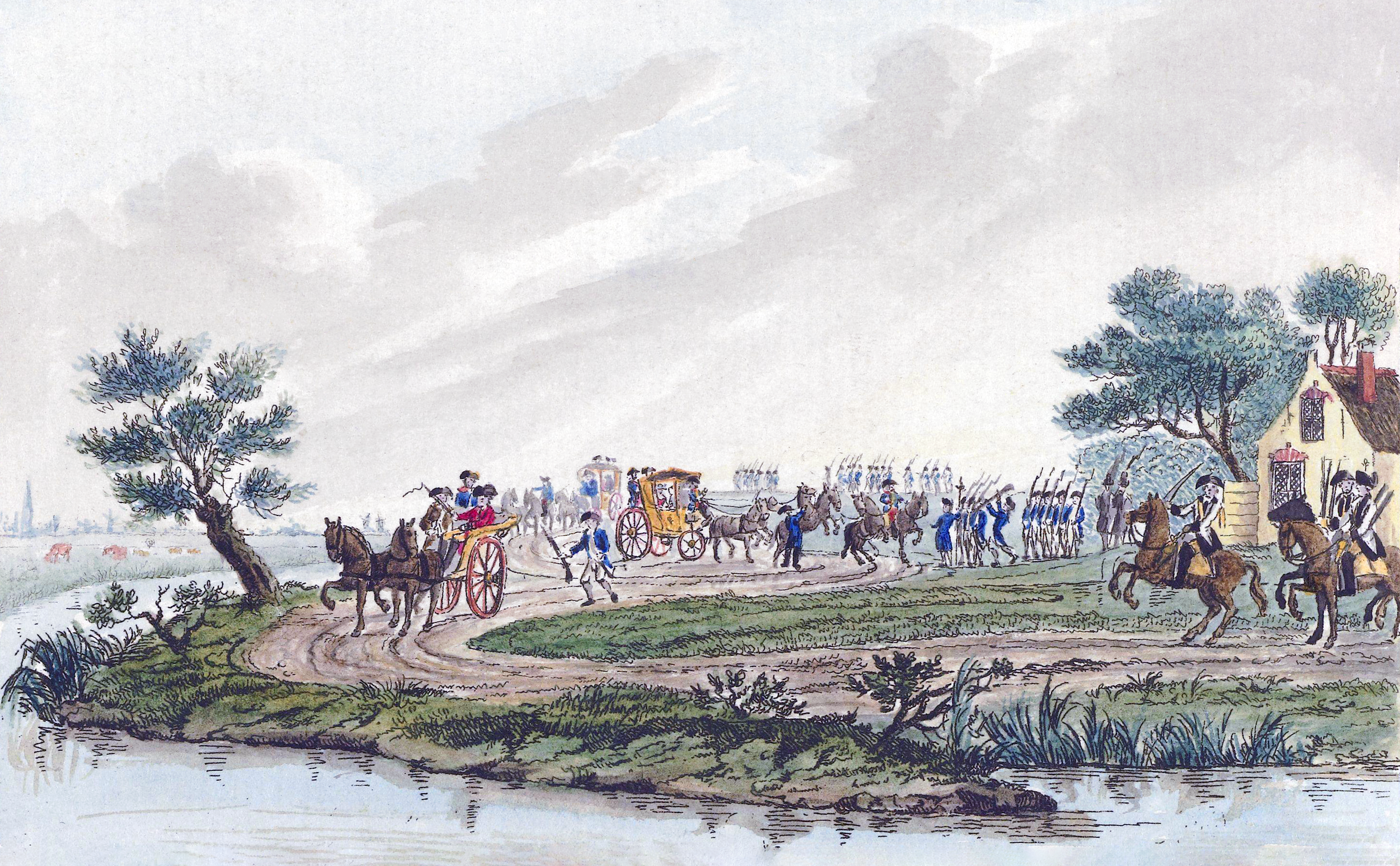
De daadwerkelijke aanhouding van prinses Wilhelmina in de Vlist (ets van Matthias de Sallieth naar Karel la Fargue)
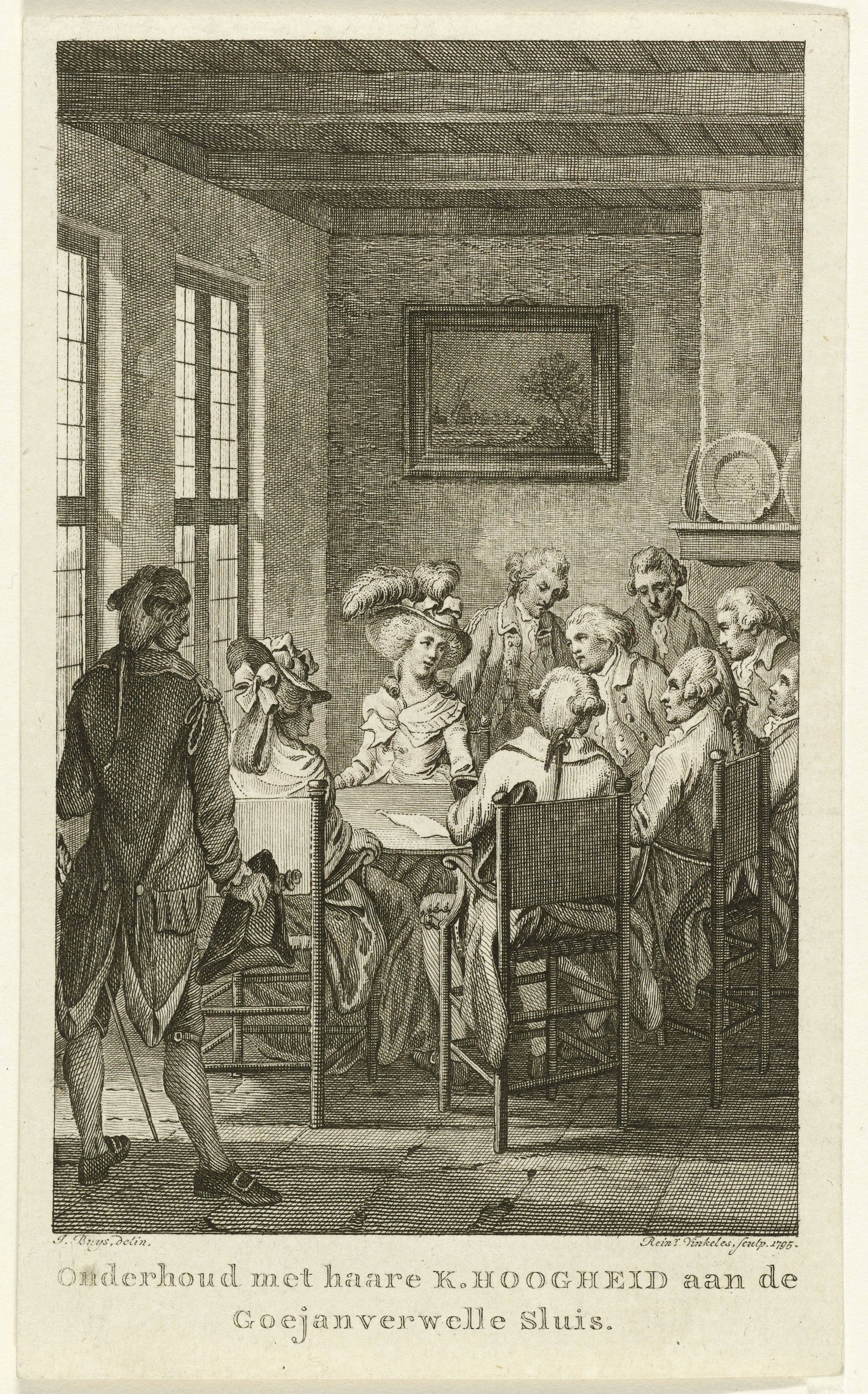
Onderhoud met Wilhelmina van Pruisen aan de Goejanverwelle Sluis
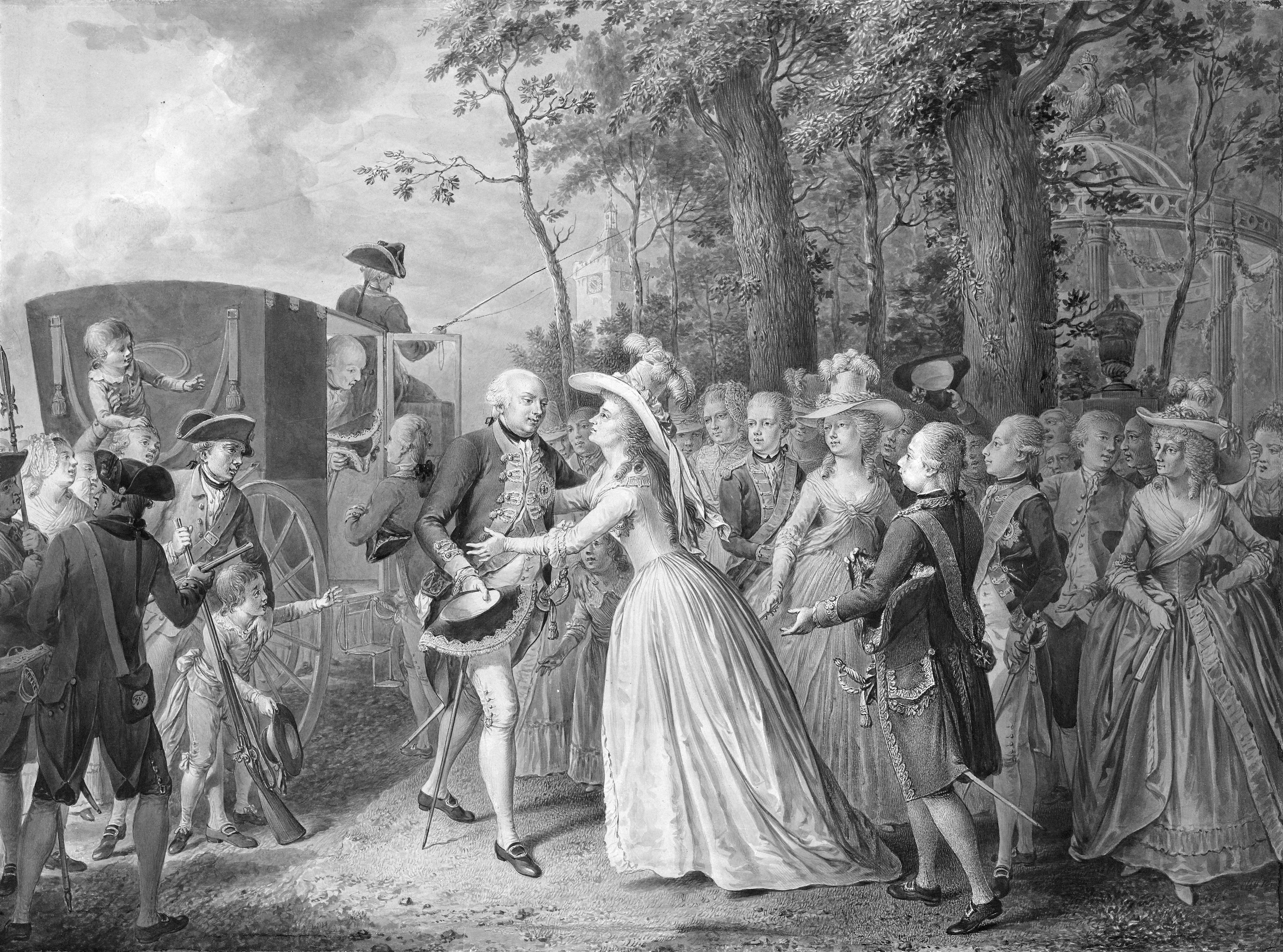
Ontmoeting van prinses Wilhelmina met haar broer koning Frederik III van Pruisen te Kleef, 1788
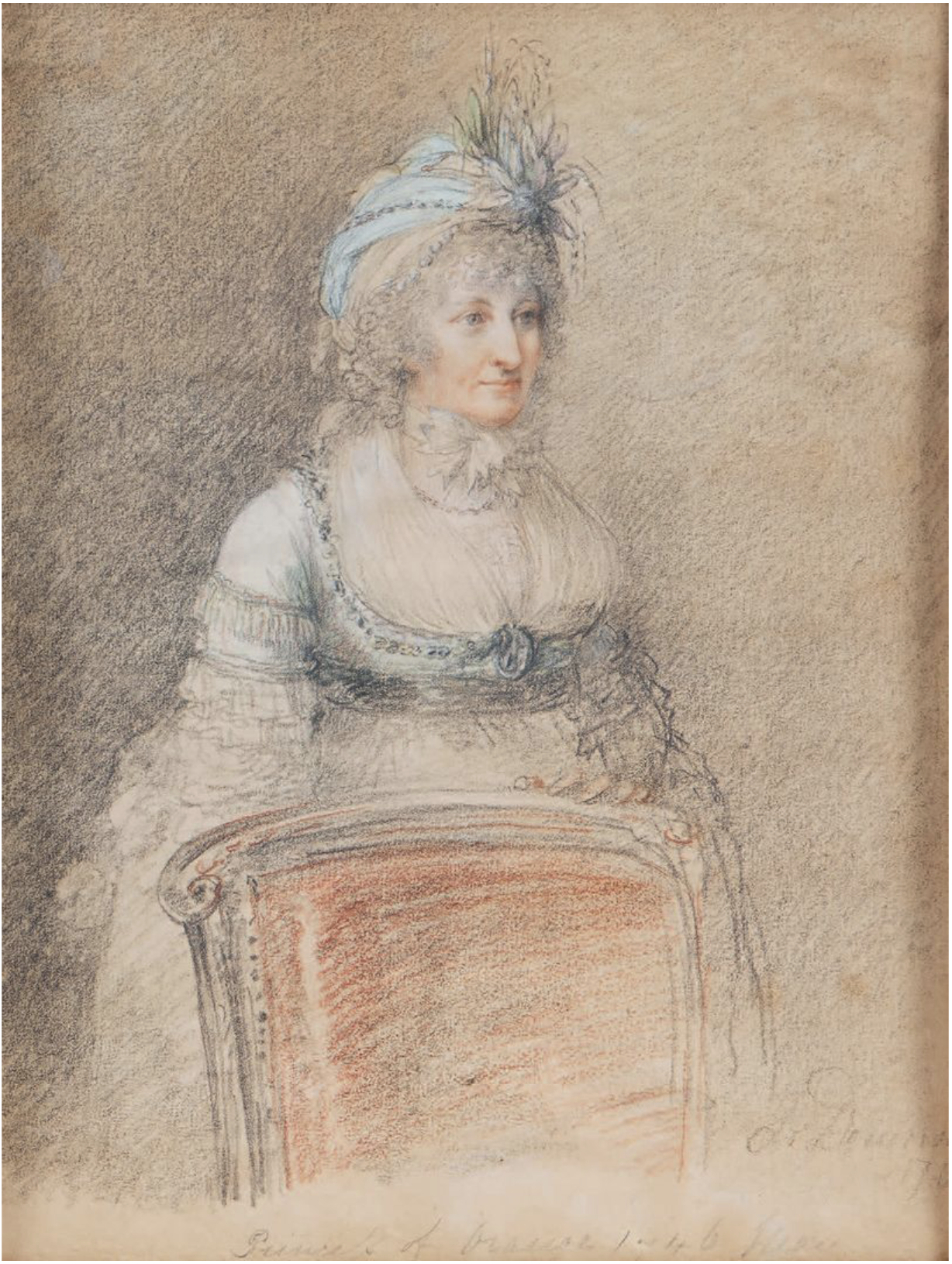
Wilhelmina van Pruisen, Prinses van Oranje tijdens haar ballingschap in Engeland tussen 1795 - 1802, door Peltro William Tomkins (1759 - 1840)

### Bataafse Republiek
In januari 1795 week het prinselijk gezin uit naar Engeland. Van 1802 tot 1806 woonde het gezin afwisselend in Diez, Nassau en in Brunswijk; na het overlijden van haar echtgenoot en als gevolg van de Franse bezetting in Schwerin, Denemarken, Weimar, Oranienburg en in het Niederländisches Palais in Berlijn. Op 10 januari 1814 keerde ze terug. Vanaf die tijd woonde ze in Haarlem in Paviljoen Welgelegen in de Haarlemmerhout, waar ze in 1815 tsaar Alexander I van Rusland ontving. Daar ontmoette zij opnieuw Cornelis Johan de Lange. Ze begroette hem met een grapje: Heden is Mijnheer mijn gevangene. Ik wacht U aan mijn tafel. Voor haar dochter Louise, ook weduwe, was inmiddels een buitenhuis aan het Spaarne ingericht.
Wilhelmina leefde lang genoeg om haar oudste zoon koning van het Verenigd Koninkrijk der Nederlanden te zien worden en de geboorte van twee achterkleinzonen mee te maken (waaronder de latere koning Willem III). Ze woonde samen met haar dochter tot die laatste overleed in oktober 1819. Wilhelmina zelf overleed ruim een half jaar later op Paleis Het Loo en werd begraven in Apeldoorn, omdat de grafkelder in Delft op dat moment werd uitgebreid. Twee jaar later is zij in de nieuwe kelder bijgezet.

## Kinderen
Prinses Wilhelmina en stadhouder Willem V kregen de volgende kinderen:
- naamloze zoon (23 maart 1769 - 24 maart 1769)
- Louise (1770-1819)
- naamloze zoon (doodgeboren op 6 augustus 1771)
- Willem (1772-1843)
- Frederik (1774-1799)

## Marquis de Sade's toespeling op Wilhelmina
In de in 1801 uitgegeven roman Juliette door Markies de Sade komt de persoon voor van Sophia, nièce du roi de Prusse, die kort daarvoor met de stadhouder was getrouwd. De hoofdpersoon Brisatesta beleeft eerst een affaire met 18-jarige Sophia en vervolgens met Catharina de Grote. Noteer wel dat tsarina Catharina de Grote als Duitse prinses onder de naam Sophia Augusta Frederika geboren werd. Of de roman een politiek instrument was om de ideeën van de Verlichting te propageren en het "ancien régime" in een kwaad daglicht te stellen is nog niet duidelijk.

## Kwartierstaat
| Frederik I van Pruisen (1657-1713) | Frederik I van Pruisen (1657-1713) | Frederik I van Pruisen (1657-1713) | Frederik I van Pruisen (1657-1713) | Frederik I van Pruisen (1657-1713)        | Frederik I van Pruisen (1657-1713)        | Sophie Charlotte van Hannover (1668-1705) | Sophie Charlotte van Hannover (1668-1705) | Sophie Charlotte van Hannover (1668-1705) | Sophie Charlotte van Hannover (1668-1705) | Sophie Charlotte van Hannover (1668-1705) | Sophie Charlotte van Hannover (1668-1705) |                                            |                                            | George I van Groot-Brittannië (1660-1727)  | George I van Groot-Brittannië (1660-1727)  | George I van Groot-Brittannië (1660-1727)  | George I van Groot-Brittannië (1660-1727)  | George I van Groot-Brittannië (1660-1727) | George I van Groot-Brittannië (1660-1727) | Sophia Dorothea van Celle (1666–1727)    | Sophia Dorothea van Celle (1666–1727)    | Sophia Dorothea van Celle (1666–1727) | Sophia Dorothea van Celle (1666–1727) | Sophia Dorothea van Celle (1666–1727) | Sophia Dorothea van Celle (1666–1727) |  |  | Ferdinand Albrecht I van Brunswijk-Bevern (1636-1687) | Ferdinand Albrecht I van Brunswijk-Bevern (1636-1687) | Ferdinand Albrecht I van Brunswijk-Bevern (1636-1687) | Ferdinand Albrecht I van Brunswijk-Bevern (1636-1687) | Ferdinand Albrecht I van Brunswijk-Bevern (1636-1687)        | Ferdinand Albrecht I van Brunswijk-Bevern (1636-1687)        | Christina van Hessen-Eschwege (1648–1702)                    | Christina van Hessen-Eschwege (1648–1702)                    | Christina van Hessen-Eschwege (1648–1702)                    | Christina van Hessen-Eschwege (1648–1702)                    | Christina van Hessen-Eschwege (1648–1702)     | Christina van Hessen-Eschwege (1648–1702)     |                                               |                                               | Lodewijk Rudolf van Brunswijk-Wolfenbüttel (1671-1735) | Lodewijk Rudolf van Brunswijk-Wolfenbüttel (1671-1735) | Lodewijk Rudolf van Brunswijk-Wolfenbüttel (1671-1735)   | Lodewijk Rudolf van Brunswijk-Wolfenbüttel (1671-1735)   | Lodewijk Rudolf van Brunswijk-Wolfenbüttel (1671-1735)   | Lodewijk Rudolf van Brunswijk-Wolfenbüttel (1671-1735)   | Christine Louise van Oetingen-Oetingen (1671–1747)       | Christine Louise van Oetingen-Oetingen (1671–1747)       | Christine Louise van Oetingen-Oetingen (1671–1747) | Christine Louise van Oetingen-Oetingen (1671–1747) | Christine Louise van Oetingen-Oetingen (1671–1747) | Christine Louise van Oetingen-Oetingen (1671–1747) |  |  |  |  |  |  |  |  |  |  |  |  |  |  |  |  |  |  |  |  |  |  |  |  |  |  |  |  |  |  |  |  |  |  |  |  |  |  |  |  |  |  |  |  |  |  |  |  |
| Frederik I van Pruisen (1657-1713) | Frederik I van Pruisen (1657-1713) | Frederik I van Pruisen (1657-1713) | Frederik I van Pruisen (1657-1713) | Frederik I van Pruisen (1657-1713)        | Frederik I van Pruisen (1657-1713)        | Sophie Charlotte van Hannover (1668-1705) | Sophie Charlotte van Hannover (1668-1705) | Sophie Charlotte van Hannover (1668-1705) | Sophie Charlotte van Hannover (1668-1705) | Sophie Charlotte van Hannover (1668-1705) | Sophie Charlotte van Hannover (1668-1705) |                                            |                                            | George I van Groot-Brittannië (1660-1727)  | George I van Groot-Brittannië (1660-1727)  | George I van Groot-Brittannië (1660-1727)  | George I van Groot-Brittannië (1660-1727)  | George I van Groot-Brittannië (1660-1727) | George I van Groot-Brittannië (1660-1727) | Sophia Dorothea van Celle (1666–1727)    | Sophia Dorothea van Celle (1666–1727)    | Sophia Dorothea van Celle (1666–1727) | Sophia Dorothea van Celle (1666–1727) | Sophia Dorothea van Celle (1666–1727) | Sophia Dorothea van Celle (1666–1727) |  |  | Ferdinand Albrecht I van Brunswijk-Bevern (1636-1687) | Ferdinand Albrecht I van Brunswijk-Bevern (1636-1687) | Ferdinand Albrecht I van Brunswijk-Bevern (1636-1687) | Ferdinand Albrecht I van Brunswijk-Bevern (1636-1687) | Ferdinand Albrecht I van Brunswijk-Bevern (1636-1687)        | Ferdinand Albrecht I van Brunswijk-Bevern (1636-1687)        | Christina van Hessen-Eschwege (1648–1702)                    | Christina van Hessen-Eschwege (1648–1702)                    | Christina van Hessen-Eschwege (1648–1702)                    | Christina van Hessen-Eschwege (1648–1702)                    | Christina van Hessen-Eschwege (1648–1702)     | Christina van Hessen-Eschwege (1648–1702)     |                                               |                                               | Lodewijk Rudolf van Brunswijk-Wolfenbüttel (1671-1735) | Lodewijk Rudolf van Brunswijk-Wolfenbüttel (1671-1735) | Lodewijk Rudolf van Brunswijk-Wolfenbüttel (1671-1735)   | Lodewijk Rudolf van Brunswijk-Wolfenbüttel (1671-1735)   | Lodewijk Rudolf van Brunswijk-Wolfenbüttel (1671-1735)   | Lodewijk Rudolf van Brunswijk-Wolfenbüttel (1671-1735)   | Christine Louise van Oetingen-Oetingen (1671–1747)       | Christine Louise van Oetingen-Oetingen (1671–1747)       | Christine Louise van Oetingen-Oetingen (1671–1747) | Christine Louise van Oetingen-Oetingen (1671–1747) | Christine Louise van Oetingen-Oetingen (1671–1747) | Christine Louise van Oetingen-Oetingen (1671–1747) |  |  |  |  |  |  |  |  |  |  |  |  |  |  |  |  |  |  |  |  |  |  |  |  |  |  |  |  |  |  |  |  |  |  |  |  |  |  |  |  |  |  |  |  |  |  |  |  |
|                                    |                                    |                                    |                                    |                                           |                                           |                                           |                                           |                                           |                                           |                                           |                                           |                                            |                                            |                                            |                                            |                                            |                                            |                                           |                                           |                                          |                                          |                                       |                                       |                                       |                                       |  |  |                                                       |                                                       |                                                       |                                                       |                                                              |                                                              |                                                              |                                                              |                                                              |                                                              |                                               |                                               |                                               |                                               |                                                        |                                                        |                                                          |                                                          |                                                          |                                                          |                                                          |                                                          |                                                    |                                                    |                                                    |                                                    |  |  |  |  |  |  |  |  |  |  |  |  |  |  |  |  |  |  |  |  |  |  |  |  |  |  |  |  |  |  |  |  |  |  |  |  |  |  |  |  |  |  |  |  |  |  |  |  |
|                                    |                                    |                                    |                                    | Frederik Willem I van Pruisen (1688-1740) | Frederik Willem I van Pruisen (1688-1740) | Frederik Willem I van Pruisen (1688-1740) | Frederik Willem I van Pruisen (1688-1740) | Frederik Willem I van Pruisen (1688-1740) | Frederik Willem I van Pruisen (1688-1740) |                                           |                                           |                                            |                                            |                                            |                                            | Sophia Dorothea van Hannover (1687-1757)   | Sophia Dorothea van Hannover (1687-1757)   | Sophia Dorothea van Hannover (1687-1757)  | Sophia Dorothea van Hannover (1687-1757)  | Sophia Dorothea van Hannover (1687-1757) | Sophia Dorothea van Hannover (1687-1757) |                                       |                                       |                                       |                                       |  |  |                                                       |                                                       |                                                       |                                                       | Ferdinand Albrecht II van Brunswijk-Wolfenbüttel (1680-1735) | Ferdinand Albrecht II van Brunswijk-Wolfenbüttel (1680-1735) | Ferdinand Albrecht II van Brunswijk-Wolfenbüttel (1680-1735) | Ferdinand Albrecht II van Brunswijk-Wolfenbüttel (1680-1735) | Ferdinand Albrecht II van Brunswijk-Wolfenbüttel (1680-1735) | Ferdinand Albrecht II van Brunswijk-Wolfenbüttel (1680-1735) |                                               |                                               |                                               |                                               |                                                        |                                                        | Antoinette Amalia van Brunswijk-Wolfenbüttel (1696-1762) | Antoinette Amalia van Brunswijk-Wolfenbüttel (1696-1762) | Antoinette Amalia van Brunswijk-Wolfenbüttel (1696-1762) | Antoinette Amalia van Brunswijk-Wolfenbüttel (1696-1762) | Antoinette Amalia van Brunswijk-Wolfenbüttel (1696-1762) | Antoinette Amalia van Brunswijk-Wolfenbüttel (1696-1762) |                                                    |                                                    |                                                    |                                                    |  |  |  |  |  |  |  |  |  |  |  |  |  |  |  |  |  |  |  |  |  |  |  |  |  |  |  |  |  |  |  |  |  |  |  |  |  |  |  |  |  |  |  |  |  |  |  |  |
|                                    |                                    |                                    |                                    | Frederik Willem I van Pruisen (1688-1740) | Frederik Willem I van Pruisen (1688-1740) | Frederik Willem I van Pruisen (1688-1740) | Frederik Willem I van Pruisen (1688-1740) | Frederik Willem I van Pruisen (1688-1740) | Frederik Willem I van Pruisen (1688-1740) |                                           |                                           |                                            |                                            |                                            |                                            | Sophia Dorothea van Hannover (1687-1757)   | Sophia Dorothea van Hannover (1687-1757)   | Sophia Dorothea van Hannover (1687-1757)  | Sophia Dorothea van Hannover (1687-1757)  | Sophia Dorothea van Hannover (1687-1757) | Sophia Dorothea van Hannover (1687-1757) |                                       |                                       |                                       |                                       |  |  |                                                       |                                                       |                                                       |                                                       | Ferdinand Albrecht II van Brunswijk-Wolfenbüttel (1680-1735) | Ferdinand Albrecht II van Brunswijk-Wolfenbüttel (1680-1735) | Ferdinand Albrecht II van Brunswijk-Wolfenbüttel (1680-1735) | Ferdinand Albrecht II van Brunswijk-Wolfenbüttel (1680-1735) | Ferdinand Albrecht II van Brunswijk-Wolfenbüttel (1680-1735) | Ferdinand Albrecht II van Brunswijk-Wolfenbüttel (1680-1735) |                                               |                                               |                                               |                                               |                                                        |                                                        | Antoinette Amalia van Brunswijk-Wolfenbüttel (1696-1762) | Antoinette Amalia van Brunswijk-Wolfenbüttel (1696-1762) | Antoinette Amalia van Brunswijk-Wolfenbüttel (1696-1762) | Antoinette Amalia van Brunswijk-Wolfenbüttel (1696-1762) | Antoinette Amalia van Brunswijk-Wolfenbüttel (1696-1762) | Antoinette Amalia van Brunswijk-Wolfenbüttel (1696-1762) |                                                    |                                                    |                                                    |                                                    |  |  |  |  |  |  |  |  |  |  |  |  |  |  |  |  |  |  |  |  |  |  |  |  |  |  |  |  |  |  |  |  |  |  |  |  |  |  |  |  |  |  |  |  |  |  |  |  |
|                                    |                                    |                                    |                                    |                                           |                                           |                                           |                                           |                                           |                                           | August Willem van Pruisen (1722—1758)     | August Willem van Pruisen (1722—1758)     | August Willem van Pruisen (1722—1758)      | August Willem van Pruisen (1722—1758)      | August Willem van Pruisen (1722—1758)      | August Willem van Pruisen (1722—1758)      |                                            |                                            |                                           |                                           |                                          |                                          |                                       |                                       |                                       |                                       |  |  |                                                       |                                                       |                                                       |                                                       |                                                              |                                                              |                                                              |                                                              |                                                              |                                                              | Amalia van Brunswijk-Wolfenbüttel (1722-1780) | Amalia van Brunswijk-Wolfenbüttel (1722-1780) | Amalia van Brunswijk-Wolfenbüttel (1722-1780) | Amalia van Brunswijk-Wolfenbüttel (1722-1780) | Amalia van Brunswijk-Wolfenbüttel (1722-1780)          | Amalia van Brunswijk-Wolfenbüttel (1722-1780)          |                                                          |                                                          |                                                          |                                                          |                                                          |                                                          |                                                    |                                                    |                                                    |                                                    |  |  |  |  |  |  |  |  |  |  |  |  |  |  |  |  |  |  |  |  |  |  |  |  |  |  |  |  |  |  |  |  |  |  |  |  |  |  |  |  |  |  |  |  |  |  |  |  |
|                                    |                                    |                                    |                                    |                                           |                                           |                                           |                                           |                                           |                                           | August Willem van Pruisen (1722—1758)     | August Willem van Pruisen (1722—1758)     | August Willem van Pruisen (1722—1758)      | August Willem van Pruisen (1722—1758)      | August Willem van Pruisen (1722—1758)      | August Willem van Pruisen (1722—1758)      |                                            |                                            |                                           |                                           |                                          |                                          |                                       |                                       |                                       |                                       |  |  |                                                       |                                                       |                                                       |                                                       |                                                              |                                                              |                                                              |                                                              |                                                              |                                                              | Amalia van Brunswijk-Wolfenbüttel (1722-1780) | Amalia van Brunswijk-Wolfenbüttel (1722-1780) | Amalia van Brunswijk-Wolfenbüttel (1722-1780) | Amalia van Brunswijk-Wolfenbüttel (1722-1780) | Amalia van Brunswijk-Wolfenbüttel (1722-1780)          | Amalia van Brunswijk-Wolfenbüttel (1722-1780)          |                                                          |                                                          |                                                          |                                                          |                                                          |                                                          |                                                    |                                                    |                                                    |                                                    |  |  |  |  |  |  |  |  |  |  |  |  |  |  |  |  |  |  |  |  |  |  |  |  |  |  |  |  |  |  |  |  |  |  |  |  |  |  |  |  |  |  |  |  |  |  |  |  |
|                                    |                                    |                                    |                                    |                                           |                                           |                                           |                                           |                                           |                                           |                                           |                                           |                                            |                                            |                                            |                                            |                                            |                                            |                                           |                                           |                                          |                                          |                                       |                                       |                                       |                                       |  |  |                                                       |                                                       |                                                       |                                                       |                                                              |                                                              |                                                              |                                                              |                                                              |                                                              |                                               |                                               |                                               |                                               |                                                        |                                                        |                                                          |                                                          |                                                          |                                                          |                                                          |                                                          |                                                    |                                                    |                                                    |                                                    |  |  |  |  |  |  |  |  |  |  |  |  |  |  |  |  |  |  |  |  |  |  |  |  |  |  |  |  |  |  |  |  |  |  |  |  |  |  |  |  |  |  |  |  |  |  |  |  |
|                                    |                                    |                                    |                                    |                                           |                                           |                                           |                                           |                                           |                                           |                                           |                                           |                                            |                                            |                                            |                                            |                                            |                                            |                                           |                                           |                                          |                                          |                                       |                                       |                                       |                                       |  |  |                                                       |                                                       |                                                       |                                                       |                                                              |                                                              |                                                              |                                                              |                                                              |                                                              |                                               |                                               |                                               |                                               |                                                        |                                                        |                                                          |                                                          |                                                          |                                                          |                                                          |                                                          |                                                    |                                                    |                                                    |                                                    |  |  |  |  |  |  |  |  |  |  |  |  |  |  |  |  |  |  |  |  |  |  |  |  |  |  |  |  |  |  |  |  |  |  |  |  |  |  |  |  |  |  |  |  |  |  |  |  |
|                                    |                                    |                                    |                                    |                                           |                                           |                                           |                                           |                                           |                                           |                                           |                                           | Frederik Willem II van Pruisen (1744-1797) | Frederik Willem II van Pruisen (1744-1797) | Frederik Willem II van Pruisen (1744-1797) | Frederik Willem II van Pruisen (1744-1797) | Frederik Willem II van Pruisen (1744-1797) | Frederik Willem II van Pruisen (1744-1797) |                                           |                                           | Hendrik van Pruisen (1747-1767)          | Hendrik van Pruisen (1747-1767)          | Hendrik van Pruisen (1747-1767)       | Hendrik van Pruisen (1747-1767)       | Hendrik van Pruisen (1747-1767)       | Hendrik van Pruisen (1747-1767)       |  |  | Wilhelmina van Pruisen (1751-1820)                    | Wilhelmina van Pruisen (1751-1820)                    | Wilhelmina van Pruisen (1751-1820)                    | Wilhelmina van Pruisen (1751-1820)                    | Wilhelmina van Pruisen (1751-1820)                           | Wilhelmina van Pruisen (1751-1820)                           |                                                              |                                                              | George Karel Emil van Pruisen (1758-1759)                    | George Karel Emil van Pruisen (1758-1759)                    | George Karel Emil van Pruisen (1758-1759)     | George Karel Emil van Pruisen (1758-1759)     | George Karel Emil van Pruisen (1758-1759)     | George Karel Emil van Pruisen (1758-1759)     |                                                        |                                                        |                                                          |                                                          |                                                          |                                                          |                                                          |                                                          |                                                    |                                                    |                                                    |                                                    |  |  |  |  |  |  |  |  |  |  |  |  |  |  |  |  |  |  |  |  |  |  |  |  |  |  |  |  |  |  |  |  |  |  |  |  |  |  |  |  |  |  |  |  |  |  |  |  |